# Yokohama Flügels 1996
Questa voce raccoglie le informazioni riguardanti lo Yokohama Flügels nelle competizioni ufficiali della stagione 1996.

## Stagione
Affidato nel precampionato alla guida del tecnico brasiliano Otacílio, lo Yokohama Flügels prese il comando della J. League dopo poche giornate, mantenendolo fino al giro di boa. Nel corso della pausa estiva del campionato lo Yokohama Flügels disputò la Coppa di Lega, dove perse l'ultimo posto valido per la qualificazione alla fase a eliminazione diretta a causa di quattro pareggi consecutivi ottenuti nelle ultime quattro gare.
Alla ripresa del campionato, i Flügels subirono un leggero calo di rendimento, a cui seguirono alcune prestazioni alterne che li allontanarono dalla lotta al titolo. Grazie a un filone di cinque vittorie consecutive, la squadra ridusse tutto lo svantaggio accumulato riuscendo a riproporsi per la lotta al titolo, ma perdendo le ultime due gare piombò sino al terzo posto finale. Alla conclusione della stagione lo Yokohama Flügels disputerà la Coppa dell'Imperatore, dove uscirà al secondo turno per mano del Kyoto Purple Sanga.

## Maglie e sponsor
Le divise riservate alle gare di campionato, prodotte dalla Mizuno, sono caratterizzate da un motivo a triangoli rosso e blu che corre lungo la maglia. Gli sponsor ANA SATO (presente sulla parte anteriore) e Bandai (sulla parte posteriore) vengono confermati. Nelle coppe vengono utilizzate delle maglie prodotte dal fornitore tecnico ufficiale della squadra, la Puma.
| Manica sinistra · Manica sinistra · Maglietta · Maglietta · Manica destra · Manica destra · Pantaloncini · Calzettoni |

## Calciomercato

### Sessione invernale
| Acquisti | Acquisti         | Acquisti            | Acquisti |
| R.       | Nome             | da                  | Modalità |
| -------- | ---------------- | ------------------- | -------- |
| P        | Hiroyuki Nitao   | Fukuoka Daigaku     |          |
| D        | Yoshiro Moriyama | Sanfrecce Hiroshima |          |
| D        | Kōji Maeda       | Fukuoka Blux        |          |
| D        | Shōji Nonoshita  | Gamba Osaka         |          |
| C        | Atsushi Moriyama |                     |          |
| A        | Shinya Tanimoto  |                     |          |
| A        | Takashi Sakurai  |                     |          |
| A        | Haruki Seto      |                     |          |

| Cessioni | Cessioni         | Cessioni          | Cessioni |
| R.       | Nome             | a                 | Modalità |
| -------- | ---------------- | ----------------- | -------- |
| D        | Hiroshi Hirakawa | Consadole Sapporo |          |
| D        | Hiroki Azuma     | Vissel Kōbe       |          |
| D        | Atsuhiro Iwai    | Avispa Fukuoka    |          |
| D        | Ippei Watanabe   | Júbilo Iwata      |          |
| D        | Koichi Togashi   | Consadole Sapporo |          |
| C        | Hideki Yoshioka  | Gamba Osaka       |          |
| C        | Ichizō Nakata    | Avispa Fukuoka    |          |
| C        | Rodrigo Batata   | Paraná            |          |
| C        | Misao Yamatake   |                   |          |

### Sessione estiva
| Acquisti | Acquisti | Acquisti | Acquisti |
| R.       | Nome     | da       | Modalità |
| -------- | -------- | -------- | -------- |
| C        | Denilson |          |          |

| Cessioni | Cessioni        | Cessioni      | Cessioni |
| R.       | Nome            | a             | Modalità |
| -------- | --------------- | ------------- | -------- |
| A        | Takashi Sakurai | Gimnasia (LP) | prestito |

## Rosa
| N. |                     | Ruolo | Calciatore         |
| -- | ------------------- | ----- | ------------------ |
|    | Giappone (bandiera) | P     | Seigō Narazaki     |
|    | Giappone (bandiera) | P     | Ryoma Sugihara     |
|    | Giappone (bandiera) | P     | Hiroshi Sato       |
|    | Giappone (bandiera) | P     | Atsuhiko Mori      |
|    | Giappone (bandiera) | P     | Hiroyuki Nitao     |
|    | Giappone (bandiera) | D     | Junji Koizumi      |
|    | Giappone (bandiera) | D     | Nobuyuki Oishi     |
|    | Giappone (bandiera) | D     | Naoto Ōtake        |
|    | Giappone (bandiera) | D     | Norihiro Satsukawa |
|    | Giappone (bandiera) | D     | Yoshiro Moriyama   |
|    | Giappone (bandiera) | D     | Kōji Maeda         |
|    | Giappone (bandiera) | D     | Masaaki Takada     |
|    | Giappone (bandiera) | D     | Shōji Nonoshita    |
|    | Giappone (bandiera) | C     | Motohiro Yamaguchi |
|    | Giappone (bandiera) | C     | Masakiyo Maezono   |
|    | Brasile (bandiera)  | C     | César Sampaio      |
|    | Giappone (bandiera) | C     | Yoshiyuki Sakamoto |
|    | Giappone (bandiera) | C     | Takeo Harada       |
|    | Brasile (bandiera)  | C     | Zinho              |

| N. |                     | Ruolo | Calciatore         |
| -- | ------------------- | ----- | ------------------ |
|    | Giappone (bandiera) | C     | Yuki Inoue         |
|    | Giappone (bandiera) | C     | Atsushi Moriyama   |
|    | Giappone (bandiera) | C     | Hideki Katsura     |
|    | Brasile (bandiera)  | C     | Denilson           |
|    | Giappone (bandiera) | C     | Atsuhiro Miura     |
|    | Brasile (bandiera)  | C     | Evair              |
|    | Giappone (bandiera) | A     | Osamu Maeda        |
|    | Giappone (bandiera) | A     | Hideaki Kaetsu     |
|    | Giappone (bandiera) | A     | Satoshi Yoneyama   |
|    | Giappone (bandiera) | A     | Seiichiro Okuno    |
|    | Giappone (bandiera) | A     | Hiroki Hattori     |
|    | Giappone (bandiera) | A     | Shinya Mitsuoka    |
|    | Giappone (bandiera) | A     | Yasuhiro Hato      |
|    | Giappone (bandiera) | A     | Yoshikiyo Kuboyama |
|    | Giappone (bandiera) | A     | Takayuki Yoshida   |
|    | Giappone (bandiera) | A     | Shinya Tanimoto    |
|    | Giappone (bandiera) | A     | Takashi Sakurai    |
|    | Giappone (bandiera) | A     | Haruki Seto        |

## Risultati

### J. League
| Osaka 16 marzo 1996 1ª giornata | Cerezo Osaka | 0 – 2 | Yokohama Flügels | Nagai Stadium |

| Osaka 20 marzo 1996 2ª giornata | Gamba Osaka | 0 – 2 | Yokohama Flügels | Osaka Expo '70 Stadium |

| Yokohama 23 marzo 1996 3ª giornata | Yokohama Flügels | 1 – 0 (d.t.s.) | Shimizu S-Pulse | Mitsuzawa Stadium |

| Hiroshima 30 marzo 1996 4ª giornata | Sanfrecce Hiroshima | 0 – 1 (d.t.s.) | Yokohama Flügels | Hiroshima Big Arch |

| Yokohama 3 aprile 1996 5ª giornata | Yokohama Flügels | 3 – 0 | Kyoto Purple Sanga | Mitsuzawa Stadium |

| Hiratsuka 6 aprile 1996 6ª giornata | Bellmare Hiratsuka | 0 – 4 | Yokohama Flügels | Hiratsuka Athletics Stadium |

| Kagoshima 13 aprile 1996 7ª giornata | Yokohama Flügels | 2 – 1 | Kashiwa Reysol | Kagoshima Kamoike Stadium |

| Fukuoka 17 aprile 1996 8ª giornata | Avispa Fukuoka | 3 – 4 | Yokohama Flügels | Level-5 Stadium |

| Yokohama 20 aprile 1996 9ª giornata | Yokohama Flügels | 1 – 2 (d.t.s.) | Yokohama Marinos | Mitsuzawa Stadium |

| Yokohama 27 aprile 1996 10ª giornata | Yokohama Flügels | 1 – 4 | Urawa Reds | Mitsuzawa Stadium |

| Iwata 1º maggio 1996 11ª giornata | Júbilo Iwata | 2 – 3 | Yokohama Flügels | Yamaha Stadium |

| Gifu 4 maggio 1996 12ª giornata | Nagoya Grampus | 2 – 3 | Yokohama Flügels | Gifu Nagaragawa Stadium |

| Yokohama 11 maggio 1996 13ª giornata | Yokohama Flügels | 4 – 3 (d.t.s.) | Verdy Kawasaki | Mitsuzawa Stadium |

| Ichihara 15 maggio 1996 14ª giornata | JEF United | 4 – 2 (d.t.s.) | Yokohama Flügels | Ichihara Seaside Stadium |

| Tokyo 18 maggio 1996 15ª giornata            | Yokohama Flügels     | 2 – 0 (d.t.s.) | Kashima Antlers | National Stadium |
| \| \| \| \| \| \| Tiri di rigore 6 – 5 \| \| |                      |                |                 |                  |
|                                              |                      |                |                 |                  |
|                                              | Tiri di rigore 6 – 5 |                |                 |                  |

| Tokyo 28 agosto 1996 16ª giornata | Yokohama Flügels | 1 – 2 | Nagoya Grampus | National Stadium |

| Sapporo 31 agosto 1996 17ª giornata | Verdy Kawasaki | 3 – 2 | Yokohama Flügels | Sapporo Atsubetsu Park Stadium |

| Yokohama 7 settembre 1996 18ª giornata | Yokohama Flügels | 2 – 0 | JEF United | Mitsuzawa Stadium |

| Kashima 14 dicembre 1993 19ª giornata | Kashima Antlers | 2 – 1 | Yokohama Flügels | Kashima Soccer Stadium |

| Toyama 21 settembre 1996 20ª giornata | Yokohama Flügels | 2 – 1 | Cerezo Osaka | Toyama Athletics Stadium |

| Yokohama 28 settembre 1996 21ª giornata | Yokohama Flügels | 3 – 2 (d.t.s.) | Gamba Osaka | Mitsuzawa Stadium |

| Tokyo 2 ottobre 1996 22ª giornata | Shimizu S-Pulse | 4 – 2 | Yokohama Flügels | National Stadium |

| Yokohama 5 ottobre 1996 23ª giornata | Yokohama Flügels | 2 – 0 | Sanfrecce Hiroshima | Mitsuzawa Stadium |

| Kyoto 16 ottobre 1996 24ª giornata | Kyoto Purple Sanga | 0 – 1 | Yokohama Flügels | Nishikyogoku Athletic Stadium |

| Yokohama 19 ottobre 1996 25ª giornata | Yokohama Flügels | 1 – 0 | Verdy Kawasaki | Mitsuzawa Stadium |

| Kashiwa 26 ottobre 1996 26ª giornata | Kashiwa Reysol | 1 – 2 | Yokohama Flügels | Hitachi Kashiwa Soccer Stadium |

| Yokohama 30 ottobre 1996 27ª giornata | Yokohama Flügels | 3 – 1 | Avispa Fukuoka | Mitsuzawa Stadium |

| Yokohama 2 novembre 1996 28ª giornata | Yokohama Marinos | 1 – 2 | Yokohama Flügels | Mitsuzawa Stadium |

| Yokohama 6 novembre 1996 29ª giornata | Yokohama Flügels | 1 – 2 | Júbilo Iwata | Mitsuzawa Stadium |

| Saitama 9 novembre 1996 30ª giornata | Urawa Reds | 3 – 0 | Yokohama Flügels | Urawa Komaba Stadium |

### Coppa Yamazaki Nabisco

#### Fase a gironi
| Nagoya 1º giugno 1996 1ª giornata - Andata | Nagoya Grampus | 1 – 1 | Yokohama Flügels | Mizuho Athletics Stadium |

| Yokohama 5 giugno 1996 1ª giornata - Ritorno | Yokohama Flügels | 1 – 1 | Nagoya Grampus | Mitsuzawa Stadium |

| Yokohama 8 giugno 1996 2ª giornata - Andata | Yokohama Flügels | 0 – 1 | Shimizu S-Pulse | Mitsuzawa Stadium |

| Yokohama 12 giugno 1996 2ª giornata - Ritorno | Shimizu S-Pulse | 3 – 3 | Yokohama Flügels | Mitsuzawa Stadium |

| Kagoshima 15 giugno 1996 3ª giornata - Andata | Yokohama Flügels | 5 – 1 | Verdy Kawasaki | Kagoshima Kamoike Stadium |

| Kawasaki 19 giugno 1996 3ª giornata - Ritorno | Verdy Kawasaki | 3 – 1 | Yokohama Flügels | Todoroki Athletics Stadium |

| Nagasaki 22 giugno 1996 4ª giornata - Andata | Avispa Fukuoka | 1 – 1 | Yokohama Flügels | Nagasaki Athetic Stadium |

| Yokohama 26 giugno 1996 4ª giornata - Ritorno | Yokohama Flügels | 4 – 1 | Avispa Fukuoka | Mitsuzawa Stadium |

| Yokohama 29 giugno 1996 5ª giornata - Andata | Yokohama Flügels | 2 – 3 | JEF United | Mitsuzawa Stadium |

| Ichihara 3 luglio 1996 5ª giornata - Ritorno | JEF United | 1 – 5 (d.t.s.) | Yokohama Flügels | Ichihara Seaside Stadium |

| Kagoshima 10 agosto 1996 6ª giornata - Andata | Yokohama Flügels | 1 – 1 | Cerezo Osaka | Kagoshima Kamoike Stadium |

| Osaka 14 agosto 1996 6ª giornata - Ritorno | Cerezo Osaka | 1 – 1 | Yokohama Flügels | Nagai Stadium |

| Kashima 17 agosto 1993 7ª giornata - Andata | Kashima Antlers | 1 – 1 | Yokohama Flügels | Kashima Soccer Stadium |

| Yokohama 21 agosto 1996 7ª giornata - Ritorno | Yokohama Flügels | 1 – 1 | Kashima Antlers | Mitsuzawa Stadium |

### Coppa dell'Imperatore
| Yokohama 17 novembre 1996 Terzo turno | Yokohama Flügels | 4 – 0 | DENSO | Mitsuzawa Stadium |

| Ehime 23 novembre 1996 Quarto turno | Yokohama Flügels | 0 – 1 | Kyoto Purple Sanga | Ehime Matsuyama Athletic Stadium |

## Statistiche

### Statistiche di squadra
| Competizione           | Punti | Totale | Totale | Totale | Totale | Totale | Totale | DR  |
| Competizione           | Punti | G      | V      | N      | P      | Gf     | Gs     | DR  |
| ---------------------- | ----- | ------ | ------ | ------ | ------ | ------ | ------ | --- |
| J. League              | 63    | 30     | 21     | 0      | 9      | 58     | 44     | +14 |
| Coppa dell'Imperatore  | -     | 2      | 1      | 0      | 1      | 4      | 1      | +3  |
| Coppa Yamazaki Nabisco | -     | 14     | 3      | 8      | 3      | 27     | 20     | +7  |
| Totale                 | -     | 46     | 25     | 8      | 13     | 89     | 65     | +24 |

### Andamento in campionato
| Giornata  | 1 | 2 | 3 | 4 | 5 | 6 | 7 | 8 | 9 | 10 | 11 | 12 | 13 | 14 | 15 | 16 | 17 | 18 | 19 | 20 | 21 | 22 | 23 | 24 | 25 | 26 | 27 | 28 | 29 | 30 |
| --------- | - | - | - | - | - | - | - | - | - | -- | -- | -- | -- | -- | -- | -- | -- | -- | -- | -- | -- | -- | -- | -- | -- | -- | -- | -- | -- | -- |
| Luogo     | T | T | C | T | C | T | C | T | C | C  | T  | T  | C  | T  | C  | C  | T  | C  | T  | C  | C  | T  | C  | T  | C  | T  | C  | T  | C  | T  |
| Risultato | V | V | V | V | V | V | V | V | S | S  | V  | V  | V  | S  | V  | S  | S  | V  | S  | V  | V  | S  | V  | V  | V  | V  | V  | V  | S  | S  |
| Posizione | 4 | 5 | 5 | 2 | 1 | 1 | 1 | 1 | 1 | 3  | 1  | 1  | 1  | 1  | 1  | 1  | 6  | 4  | 5  | 5  | 5  | 6  | 6  | 4  | 3  | 3  | 2  | 2  | 2  | 3  |

Fonte: J.LEAGUE OFFICIAL GUIDE 1997, ISBN 4-09-102329-0
Legenda:

Luogo: C = Casa; T = Trasferta. Risultato: V = Vittoria; N = Pareggio; P = Sconfitta.

### Statistiche dei giocatori
| Giocatore    | J. League | J. League | Coppa dell'Imperatore | Coppa dell'Imperatore | Nabisco Cup | Nabisco Cup | Totale   | Totale |
| Giocatore    | Presenze  | Reti      | Presenze              | Reti                  | Presenze    | Reti        | Presenze | Reti   |
| ------------ | --------- | --------- | --------------------- | --------------------- | ----------- | ----------- | -------- | ------ |
| Denilson     | 3         | 0         | 1                     | 0                     | 8           | 1           | 12       | 1      |
| Evair        | 23        | 20        | 1                     | 0                     | 0           | 0           | 24       | 20     |
| Y. Hato      | 0         | 0         | 0                     | 0                     | 0           | 0           | 0        | 0      |
| T. Harada    | 9         | 1         | 1                     | 0                     | 3           | 0           | 13       | 1      |
| H. Hattori   | 22        | 4         | 1                     | 0                     | 13          | 2           | 36       | 6      |
| Y. Inoue     | 0         | 0         | 0                     | 0                     | 0           | 0           | 0        | 0      |
| H. Kaetsu    | 0         | 0         | 0                     | 0                     | 0           | 0           | 0        | 0      |
| H. Katsura   | 1         | 0         | 0                     | 0                     | 0           | 0           | 1        | 0      |
| J. Koizumi   | 16        | 0         | 0                     | 0                     | 5           | 0           | 21       | 0      |
| Y. Kuboyama  | 1         | 0         | 0                     | 0                     | 0           | 0           | 1        | 0      |
| K. Maeda     | 20        | 0         | 0                     | 0                     | 8           | 0           | 28       | 0      |
| O. Maeda     | 3         | 0         | 0                     | 0                     | 4           | 0           | 7        | 0      |
| M. Maezono   | 26        | 8         | 2                     | 0                     | 11          | 7           | 39       | 15     |
| A. Miura     | 30        | 3         | 2                     | 0                     | 14          | 0           | 46       | 3      |
| S. Mitsuoka  | 1         | 0         | 1                     | 3                     | 2           | 0           | 4        | 3      |
| A. Mori      | 7         | 0         | 0                     | 0                     | 0           | 0           | 7        | 0      |
| A. Moriyama  | 0         | 0         | 0                     | 0                     | 0           | 0           | 0        | 0      |
| Y. Moriyama  | 3         | 0         | 0                     | 0                     | 4           | 0           | 7        | 0      |
| S. Narazaki  | 23        | 0         | 2                     | 0                     | 14          | 0           | 39       | 0      |
| H. Nitao     | 0         | 0         | 0                     | 0                     | 0           | 0           | 0        | 0      |
| S. Nonoshita | 4         | 0         | 2                     | 0                     | 0           | 0           | 6        | 0      |
| N. Oishi     | 0         | 0         | 0                     | 0                     | 0           | 0           | 0        | 0      |
| S. Okuno     | 0         | 0         | 0                     | 0                     | 0           | 0           | 0        | 0      |
| N. Otake     | 30        | 0         | 2                     | 0                     | 14          | 0           | 46       | 0      |
| Y. Sakamoto  | 0         | 0         | 0                     | 0                     | 0           | 0           | 0        | 0      |
| T. Sakurai   | 0         | 0         | 0                     | 0                     | 0           | 0           | 0        | 0      |
| C. Sampaio   | 27        | 5         | 2                     | 0                     | 14          | 2           | 43       | 7      |
| H. Sato      | 0         | 0         | 0                     | 0                     | 0           | 0           | 0        | 0      |
| N. Satsukawa | 22        | 1         | 2                     | 0                     | 14          | 2           | 38       | 3      |
| H. Seto      | 0         | 0         | 0                     | 0                     | 0           | 0           | 0        | 0      |
| R. Sugihara  | 0         | 0         | 0                     | 0                     | 0           | 0           | 0        | 0      |
| M. Takada    | 1         | 0         | 0                     | 0                     | 0           | 0           | 1        | 0      |
| S. Tanimoto  | 0         | 0         | 0                     | 0                     | 0           | 0           | 0        | 0      |
| M. Yamaguchi | 28        | 8         | 1                     | 0                     | 14          | 5           | 43       | 13     |
| S. Yoneyama  | 0         | 0         | 0                     | 0                     | 0           | 0           | 0        | 0      |
| T. Yoshida   | 2         | 1         | 1                     | 0                     | 2           | 0           | 5        | 1      |
| Zinho        | 26        | 1         | 1                     | 1                     | 10          | 1           | 37       | 3      |